# 자생의료재단
재단법인 자생의료재단(自生醫療財團, Jaseng Medical Foundation)은 자생한방병원의 창립자 신준식 박사 외 2명이 2000년 1월에 세운 공익의료재단법인이다. 2013년 11월 전국 15개의 자생 병의원이 (재)자생의료재단으로 통합해 재출범했다. 현재 자생의료재단 산하 의료기관으로는 20개의 병의원이 있다.
목적사업으로는 사회공헌, 연구활동(한의학 R&D), 의료사업이 있으며 의료사업을 통한 수익은 다양한 사회공헌활동을 통해 사회에 환원하고 있다.
사회 구석구석의 어려운 이웃들이 스스로 힘을 키워 자생할 수 있도록 사랑과 정성으로 돕자라는 모토를 삼고 있다.

## 연혁
- 2000년 1월 (재)자생의료재단 출범
- 2013년 11월 (재)자생의료재단 병의원 통합 후 재출범

## 산하 의료기관
- 광주자생한방병원
- 광화문자생한방병원
- 노원자생한방병원
- 대구자생한방병원
- 대전자생한방병원
- 목동자생한방병원
- 부천자생한방병원
- 분당자생한방병원
- 수원자생한방병원
- 안산자생한방병원
- 울산자생한방병원
- 인천자생한방병원
- 일산자생한방병원
- 잠실자생한방병원
- 창원자생한방병원
- 청주자생한방병원
- 해운대자생한방병원
- 서면자생한의원
- 천안자생한의원
- 평촌자생한의원